# Atari ST
O Atari ST é um computador doméstico/pessoal produzido pela Atari Corporation e vendido entre 1985 e o início da década de 1990. Oficialmente, ST significava "Sixteen/Thirty-two" ("Dezesseis/Trinta e dois"),  uma referência aos barramentos interno (32 bits) e externo (16 bits) do Motorola 68000. Foi sucedido pelos modelos Atari TT e Falcon.

## Visão geral
O Atari ST fez parte da geração de microcomputadores de 16/32 bits baseada na UCP Motorola 68000, com 512 KB de RAM (ou mais) e unidades de disquete de 3½" para armazenamento. Foi semelhante a outras máquinas contemporâneas que usaram o mesmo microprocessador, tais como o Apple Macintosh e o Commodore Amiga. Embora o Macintosh tenha sido o primeiro computador amplamente disponível a usar uma interface gráfica de usuário (GUI), esta estava limitada à tela monocromática de um pequeno monitor embutido. Antecedendo o lançamento comercial do Amiga em quase dois meses, o Atari ST foi o primeiro computador vendido com uma GUI totalmente colorida em mapa de bits, usando uma versão do GEM da Digital Research, lançada em fevereiro daquele ano. Foi também o primeiro computador doméstico com suporte MIDI integrado.
O ST foi principalmente um competidor para os sistemas Apple Macintosh e Commodore Amiga. Esta rivalidade entre plataformas frequentemente refletia-se entre seus usuários e era mais proeminente na "Demo Scene". Embora não possuísse os coprocessadores customizados do Amiga, que colocavam esta máquina no estado da arte para os mercados de vídeo e jogos eletrônicos, o ST era geralmente mais barato, tinha uma UCP ligeiramente mais rápida e um modo de exibição monocromática em alta resolução que o tornavam ideal para editoração eletrônica e CAD.
Graças às suas portas MIDI embutidas, obteve sucesso entre músicos amadores e profissionais como sequenciador musical e controlador de instrumentos musicais, sendo usado em apresentações por grupos tais como Tangerine Dream, Fatboy Slim, 808 State e Atari Teenage Riot.
Em conjunto com o sintetizador Yamaha DX7, foi extensivamente utilizado para  produzir álbuns de bandas como Erasure, Depeche Mode, U2, A-ha, New Order, entre outros. 
Caiu em desuso no início dos anos 90 com a ascensão dos kits multimidia para PC em conjunto com o Microsoft Windows, e computadores Macintosh mais modernos. 
Em 1993, a Atari lançou seu sucessor, o Atari Falcon, que ficou apenas um ano no mercado, com a empresa preferindo se concentrar totalmente no lançamento do console Atari Jaguar. 
Embora a Atari tenha abandonado o mercado de computadores, o sistema operacional TOS ainda se mantém vivo graças aos vários emuladores disponíveis.

## Galeria

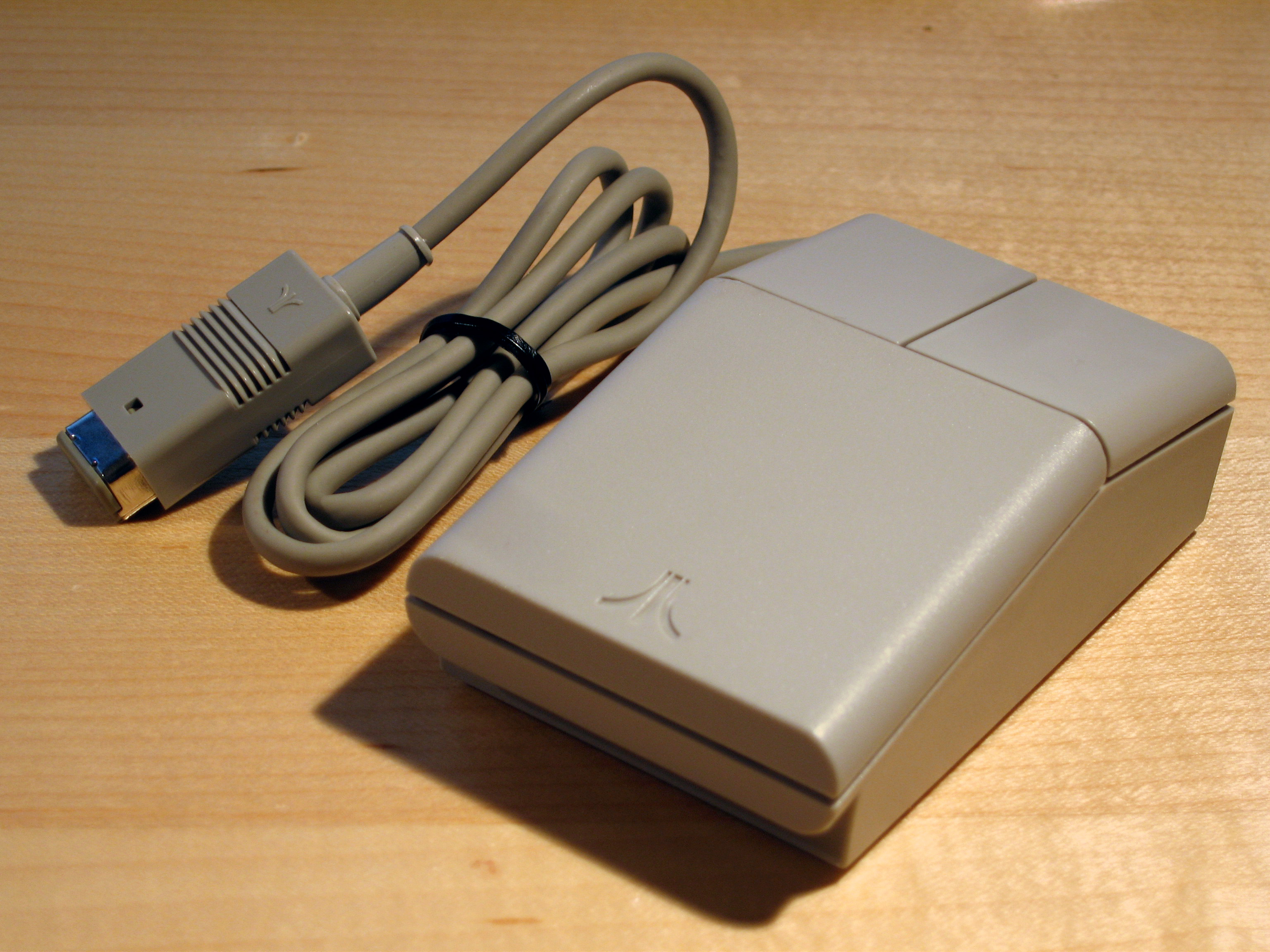
Mouse de Atari ST
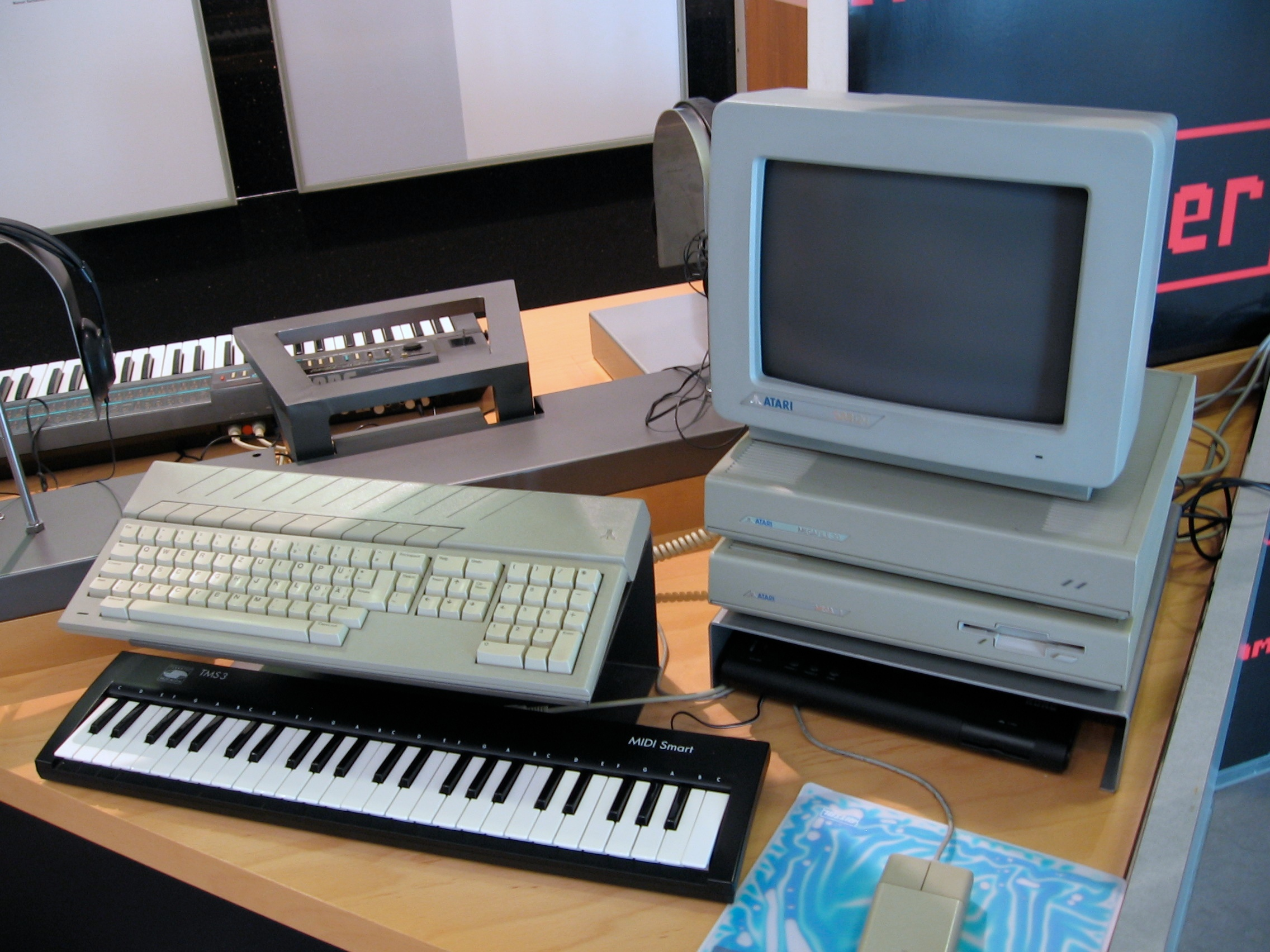
Atari ST com Teclado